# 송은복
송은복(宋銀復, 1943년 10월 8일~)은 대한민국의 정치인이다. 제13·14·15대 김해시장이다. 본관은 청주(淸州)이며, 경상남도 김해 출생이다.

## 학력
- 진례국민학교 졸업
- 진례중학교 졸업
- 부산고등학교 졸업
- 연세대학교 행정학과 학사 졸업

## 경력
- 1972 제12회 행정고시 합격
- 1973 대통령비서실 총무 비서
- 내무부 지역경제국장
- 1983.12~1986.04 제31대 경기도 강화군수
- 1986.04~1986.06 제27대 경기도 파주군수
- 1989 부산광역시 감사실 실장
- 1989.09~1992.05 제7대 경상남도 김해시장
- 1992 경상남도 기획관리실 실장
- 1994.01~1994.06 제13대 경상남도 창원시장
- 1995.07~1998.06 제13대 경상남도 김해시장
- 1998.07~2002.06 제14대 경상남도 김해시장
- 2002.07~2006.02 제15대 경상남도 김해시장

## 수상
- 1993 홍조근정훈장

## 역대 선거 결과
|  | 41.16% |

|  | 60.70% |

|  | 57.71% |

|  | 45.56% |

| 전임 손재조 | 제31대 인천직할시 강화군수(관선) 1983년 12월 27일~1986년 4월 6일 | 후임 정승우 |

| 전임 한인석 | 제27대 경기도 파주군수(관선) 1986년 4월 7일~1986년 6월 24일 | 후임 신중대 |

| 전임 안강식 | 제7대 경상남도 김해시장(관선) 1989년 9월 27일~1992년 5월 19일 | 후임 백승두 |

| 전임 문백 | 제13대 경상남도 창원시장(관선) 1994년 1월 3일~1994년 6월 30일 | 후임 정채륭 |

| 전임 김태웅 | 제13·14·15대 경상남도 김해시장(민선) 1995년 7월 1일~2006년 2월 26일 | 후임 (권한대행)현길원 김종간 |